# Budzyń
Budzyń (niem. Budsin) – miasto w Polsce położone w województwie wielkopolskim, w powiecie chodzieskim, w miejsko-wiejskiej gminie Budzyń. Siedziba gminy Budzyń.
Prawa miejskie uzyskał przed rokiem 1458. Pod koniec XVI wieku jako miasto królewskie należące do starostwa rogozińskiego leżało w powiecie poznańskim województwa poznańskiego. 13 czerwca 1934 stracił prawa miejskie. Budzyń odzyskał status miasta 1 stycznia 2021 roku.
1934–1954 siedziba zbiorowej gminy Budzyń, 1954–1972 gromady Budzyń, a od 1973 ponownie gminy Budzyń. W latach 1975–1998 miejscowość administracyjnie należała do województwa pilskiego.

## Toponimia
Nazwa znana od XV wieku (Budzyn 1435, Budzin 1580) pochodzi od wyrazu budzyń. W słownictwie gwarowym wyraz ten zachował się w znaczeniu: „Lichsza część wsi, lub gorzej zabudowana, przyjmuje czasem pogardliwe miano budzynia”. Niemieckie brzmienia nazwy – „Budsin”.

## Historia

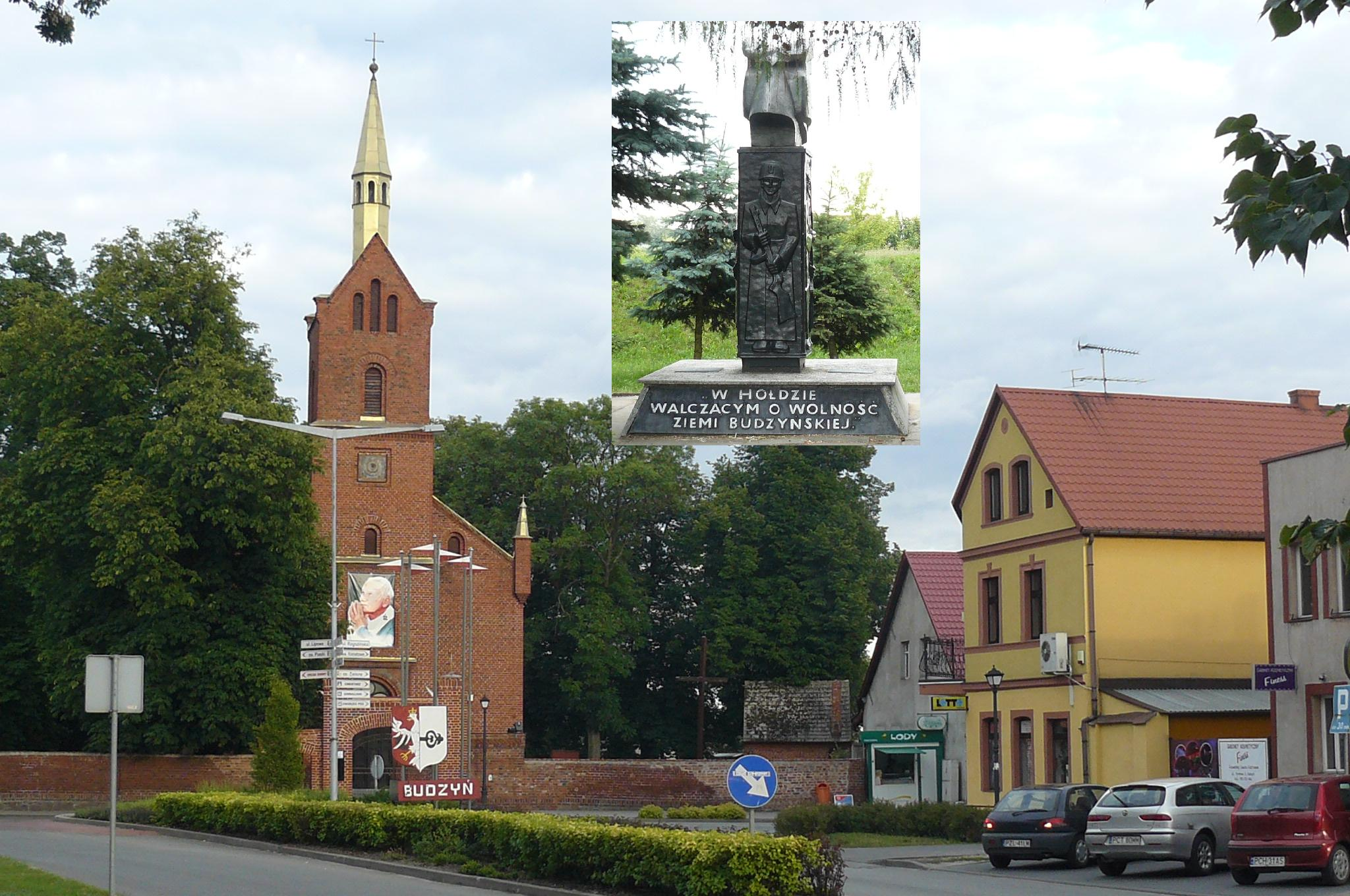
Fragment centrum i pomnik „W hołdzie walczącym o wolność Ziemi Budzyńskiej”

Pierwsza adnotowana wzmianka o Budzyniu pochodzi z 1435 r. Prawa miejskie otrzymał Budzyń przed 1458 r., za panowania Kazimierza Jagiellończyka. Miasto było własnością króla. Prawa miejskie odnowił Władysław IV w 1641 r., potwierdzając jednocześnie wizerunek orła białego i klucza jako herb Budzynia. W starostwie rogozińskim Budzyń był miastem królewskim, a później siedzibą niegrodowego starostwa budzyńskiego.
W 1774 r. został bezprawnie zaanektowany przez Królestwo Prus, co było wykroczeniem poza oficjalne postanowienia rozbiorowe. Pomimo intensywnych procesów germanizacyjnych Polacy stanowili w Budzyniu większość – świadczą o tym spisy ludności z lat 1816, 1831 i 1871.
5 stycznia 1919 r. powstańcy z pobliskiego Rogoźna Wielkopolskiego usunęli z Budzynia administrację pruską. Budzyń stał się miastem strategicznie ważnym dla powstania. 7 lutego udaremniono atak niemiecki na Rogoźno, w czym wydatny udział mieli mieszkańcy Budzynia. 26 kwietnia 1919 r. otrzymali symboliczny klucz do ratusza. Jednakże już 15 lat później mieszkańcy z powodów podatkowych zrezygnowali z praw miejskich. Od tego czasu do ponownego nadania praw miejskich Budzyń był jedną z największych i najprężniejszych gospodarczo wsi w kraju.
W roku 1939 w ramach fizycznej eliminacji inteligencji polskiej Niemcy rozstrzelali na Wzgórzach Morzewskich proboszcza parafii budzyńskiej Stanisława Łakotę i kierownika szkoły w Budzyniu Władysława Kaję.
W 2021 roku Budzyń odzyskał status miasta. 

## Gospodarka
Budzyń jest gminą rolniczą. Z ogólnej powierzchni gminy wynoszącej 20 761 ha, 12 242 ha to użytki rolne stanowiące 58,9%. Dominuje tu chów trzody chlewnej, oprócz tego bydła, owiec, kóz, drobiu mięsnego i niosek. Przeważa tu rolnictwo ekologiczne.

## Edukacja
W Budzyniu działa Szkoła Podstawowa im. Powstańców Wielkopolskich.

## Kultura
Od czerwca 2010 odbywa się corocznie w Budzyniu „Lato artystyczne” – impreza zainicjowana przez lokalną bibliotekę publiczną. Ma ona charakter kulturalno-edukacyjny, promuje twórczość artystyczną (rzeźba, malarstwo, muzyka, teatr, literatura, fotografia). W inauguracyjnej edycji udział wziął Lech Konopiński, Jerzy Utkin (poeta z Piły) i Jolanta Nowak-Węklarowa (poetka z Wągrowca).

## Sport
W 1988 roku otworzono stadion sportowy. Wykorzystywany jest przez BKS „Kłos” oraz SKS.
Ostatnio otworzono przy Gimnazjum salę w której mieści się boisko wielofunkcyjne
1 czerwca 2009 roku otworzone zostało boisko wielofunkcyjne koło Szkoły Podstawowej.

## Religia
Na terenie miasta znajduje się obecnie parafia katolicka pod wezwaniem św. Barbary, do której należą dwa znajdujące się na terenie miejscowości kościoły – św. Barbary i św. Andrzeja Boboli, będący kościołem poewangelickim.  
Jedynym czynnym cmentarzem znajdującym się w granicach Budzynia jest cmentarz katolicki założony w 2 poł. XIX wieku, znajdujący się pod opieką konserwatorską.   
Najstarszym znanym, nieczynnym już cmentarzem jest cmentarz katolicki usytuowany na wzgórzu zwanym „Okręglik”. Spoczywają na nim pochowani w 1813 roku żołnierze napoleońscy i osoby zmarłe na cholere w II poł XIX wieku. Na wzgórzu znajduje się obecnie kapliczka z posągiem Matki Boskiej. Przy kościele św. Barbary także znajduje się katolicki cmentarz, który objęty jest opieką konserwatorską. Znajdują się na nim nagrobki w kształcie obelisków pochodzące z poł. XIX wieku oraz groby powstańców wielkopolskich z 1919 r. 
Przy ulicy Wągrowieckiej znajduje się nieczynny cmentarz ewangelicki, także objęty opieką konserwatorską, z najstarszym nagrobkiem pochodzącym z roku 1896.  
W Budzyniu znajdował się także założony około 1700 roku cmentarz żydowski, znajdujący się niegdyś przy Margonińskiej. 

## Turystyka
- Wiatrak „Partlak”
- Kamień Prezydenta
- Kościół neorenesansowy św. Barbary z 1849 r.
- Kościół poewangelicki św. Andrzeja Boboli z 1881 r.
- Wzgórze „Okręglik” z posągiem N.M.P.
- Kamień upamiętniający zdobycie wozu pancernego